# Rain (chanson de Madonna)
Pour les articles homonymes, voir Rain.
Singles de Madonna
Fever
(1993) Bye Bye Baby
(1993)
Pistes de Erotica
Words
(9) Why's It So Hard
(11)
Rain est le cinquième extrait de l'album Erotica de Madonna.

## Information sur le titre
Ce titre est le dernier extrait international de l'album. La chanson est considérée comme un rebond après l'échec de Bad Girl.
Cette ballade atteindras la 14e position du Billboard Hot 100 en 1993 et passeras 20 semaines au palmarès, ainsi que la 7e position au Royaume-Uni. Le single se classe également bien à l'échelle international, notamment au Canada, en Australie et en Italie, où il atteint le top 10.

## Vidéoclip
La vidéo est moins choquante que les vidéos Bad Girl et Erotica. Dirigée par Mark Romanek, la vidéo commence alors que Madonna est devant un micro (comme pour le clip suivant I'll Remember). L'eau tient une place importante dans le clip. Madonna tient le rôle d'une Japonaise et on voit ensuite deux personnes nues qui font l'amour, mais dissimulées par l'eau. La vidéo recevra deux nominations au MTV Video Music Awards pour vidéo d'œuvres d'arts et vidéo cinématographique. Le musicien et acteur japonais Ryūichi Sakamoto y joue le rôle du réalisateur du clip.